# Bahamas ai Giochi olimpici
Bahamas ha partecipato come colonia britannica per la prima volta ai Giochi olimpici nel 1952.
Gli atleti bahamiani hanno vinto complessivamente 16 medaglie di cui 8 d'oro, 7 delle quali nell'atletica leggera. Non hanno mai partecipato ai Giochi olimpici invernali.
L'Associazione Olimpica Bahamense venne creata e riconosciuta dal CIO nel 1952.

## Medaglieri

### Medaglie alle Olimpiadi estive
| Giochi                 | Oro              | Argento          | Bronzo           | Totale           |
| ---------------------- | ---------------- | ---------------- | ---------------- | ---------------- |
| Helsinki 1952          | 0                | 0                | 0                | 0                |
| Melbourne 1956         | 0                | 0                | 1                | 1                |
| Roma 1960              | 0                | 0                | 0                | 0                |
| Tokyo 1964             | 1                | 0                | 0                | 1                |
| Città del Messico 1968 | 0                | 0                | 0                | 0                |
| Monaco di Baviera 1972 | 0                | 0                | 0                | 0                |
| Montréal 1976          | 0                | 0                | 0                | 0                |
| Mosca 1980             | non partecipante | non partecipante | non partecipante | non partecipante |
| Los Angeles 1984       | 0                | 0                | 0                | 0                |
| Seul 1988              | 0                | 0                | 0                | 0                |
| Barcellona 1992        | 0                | 0                | 1                | 1                |
| Atlanta 1996           | 0                | 1                | 0                | 1                |
| Sydney 2000            | 2                | 0                | 1                | 3                |
| Atene 2004             | 1                | 0                | 1                | 2                |
| Pechino 2008           | 0                | 1                | 1                | 2                |
| Londra 2012            | 1                | 0                | 0                | 1                |
| Rio de Janeiro 2016    | 1                | 0                | 1                | 2                |
| Tokyo 2020             | 2                | 0                | 0                | 2                |
| Parigi 2024            | 0                | 0                | 0                | 0                |
| Totale                 | 8                | 2                | 6                | 16               |

### Medaglie per disciplina

#### Olimpiadi estive
| Sport            | Oro | Argento | Bronzo | Totale |
| ---------------- | --- | ------- | ------ | ------ |
| Atletica leggera | 7   | 2       | 5      | 14     |
| Vela             | 1   | 0       | 1      | 2      |
| Totale           | 8   | 2       | 6      | 16     |